# 神仙传
《神仙傳》，是中國繼《列仙傳》之後的第二部神仙的傳記集，作者為東晉士人葛洪，收集當時流傳的神仙故事，以證明神仙確實存在。書中主要描述仙人如何通過服食藥物等方法修煉得道的。強調求道者必須依據明師，也就是真正得道之人指點。絕對信賴和聽從師父，通過各種心性磨練和考驗。求道者賴以成仙的主要條件，為各種秘傳的方術。《神仙傳》原書亡佚於元代，明代有《廣漢魏叢書》及毛晉本兩種輯本。

## 成書
《神仙傳》成書於東晉:168，作者葛洪，是中國第二部最早的神仙傳記集:391，收集當時流傳的神仙故事:154。葛洪的寫作動機，在於回答弟子的問題：古代成仙者，難道都真有其人嗎？目的就在證明神仙確實存在:152-153。《神仙傳》部份故事是方士創造的，為了宣揚自己的道術靈驗，而編造那些授與其術的仙人的神奇事跡:180-181。小南一郎認為葛洪所編的《神仙傳》原本早已失傳，東晉末年以前有人重新編纂《神仙傳》，收錄了另一些神仙傳說:229，但此推論說服力不足:403。

## 內容與思想
《神仙傳》記載的神仙據說有190人:407，部份內容又見於葛洪所撰的《抱朴子》，如衛叔卿、壺公、薊子訓、介象等故事:222。許多仙傳主要描述求仙者如何服食藥物神丹，及修練導引之術，歌頌仙經符呪等:161。求仙的原因，或是感嘆生命的短促，榮華富貴的不可恃，或者對傳統以儒家經書為代表的思想感失望，於是有求長生不死的希望:157。仙傳其中一項主題，是求道者接受各種試驗以測試他們的誠信之心。求道要有誠意，不能懷疑仙道的真實性，求道者要經過長時間的鍜練，必須具有超乎常人的毅力:159。弟子對仙人師父必須絕對信賴和服從，順利通過仙人所設下的試驗:204。如魏伯陽服食服後會暫死的丹藥，以測試弟子的信心；唐公昉求道不得，仙人李八百偽裝成傭人，要唐公昉舐其惡瘡，以測試他的心志:159。
《神仙傳》描述仙人出入山中，行蹤飄忽，具有各種神奇的法術和異能，如騰雲駕霧、變化隱形、日行百里、尸解昇天、役使鬼神等:161，並能起死回生、治病濟貧、預卜吉凶、傳授丹經道書，化解凡人現實苦難:162。最生動的記載，是神仙施行幻術的場面，如班孟、左慈、葛玄等仙傳所述:184。成仙者不一定有知識或社會地位:158，求道者賴以成仙的主要條件，為各種修練的方術，包括服食、導引、丹藥、仙經等，有時也包括神仙的指引:161。部份仙傳中，一個人品行是否端正也是成仙資格之一:159，但書中並不強調個人品德。相當多仙人成仙是靠機遇或骨相等因素:160。

## 版本
在宋代《神仙傳》收錄於道藏，元代焚燒道教經書，使《神仙傳》亡佚:404。1592年《神仙傳》輯本收入何允中編的《廣漢魏叢書》，此本衍生《龍威秘書》本、《增定漢魏叢書》本、《說庫》本和《藝苑捃華》本，其中《龍威秘書》本流傳最廣。明代毛晉輯本則採入《四庫全書》:412。《廣漢魏叢書》本和《四庫全書》本兩本傳記編次大有不同:408，前者收錄仙傳92條，後者收錄仙傳84條:1218。裴凝認為《四庫全書》本可能較多保存原本《神仙傳》的內容:412，余嘉錫亦認為此輯本較周密:1219；小南一郎則認為《廣漢魏叢書》本較接近原本；而蒲慕州認為二本各有長處:153-154。譯本方面，康若柏（Robert F. Campany）把《神仙傳》翻譯為英語，2002年加州大學出版社出版。